# Bibliographie sur Maurice Merleau-Ponty
Il s'agit d'une liste d'ouvrages parus sur Maurice Merleau-Ponty.

## En français
- Emmanuel Alloa, La résistance du sensible. Merleau-Ponty critique de la transparence, avec une préface de Barbaras R., Paris, Kimé, 2008 (Philosophie en cours).
- Renaud Barbaras
  - De l’être du phénomène : sur l’ontologie de Merleau-Ponty, Grenoble, J. Millon, 1991. (Krisis).
  - Le tournant de l’expérience, Paris, J. Vrin, 1998. (Bibliothèque d’histoire de la philosophie).
- Étienne Bimbenet, Nature et humanité : le problème anthropologique dans l’œuvre de Merleau-Ponty, Paris, J. Vrin, 2004. (Bibliothèque d’histoire de la philosophie).
- Ronald Bonan
  - Qu’est-ce qu’une philosophie de la science ?, Commentaire de l’article de Merleau-Ponty publié dans L'Express du 14 mai 1955 « Einstein et la crise de la raison », avec une préface de R. Barbaras, Dijon- Marseille, CRDP, 1997. (Actes et rapports pour l’éducation).
  - L’Esthétique de Merleau-Ponty, Paris, Presses universitaires de France, 2000. (Major Bac/ Premières leçons).
  - La prose du monde : « La perception d’autrui et le dialogue », extrait du chapitre V., Paris, Ellipses, 2002. (Philo-textes).
  - La dimension commune, Paris, L’Harmattan, 2002. (Ouverture philosophique) Vol. I : Le problème de l’intersubjectivité dans la philosophie de Maurice Merleau-Ponty, Vol. II : L’institution intersubjective comme poétique générale.
  - Apprendre à philosopher avec Merleau-Ponty, Paris, Ellipses, 2010.
  - Merleau-Ponty, Paris, Les Belles Lettres, Les figures du savoir, no 50, 2011.
- Clara da Silva-Charrak, Merleau-Ponty : Le corps et le sens, Presses universitaires de France, Coll. Philosophies, 2005.
- Françoise Dastur, Chair et langage, Fougères, Encre Marine, 2001.
- Alessandro Delcò, Merleau-Ponty et l’expérience de la création, Paris, Presses universitaires de France, 2005.
- Sokratis Delivogiatzis, La dialectique du phénomène : sur Merleau-Ponty, Paris, Méridiens Klincksieck, 1987. (Collection d’épistémologie).
- Alphonse De Waelhens, Une philosophie de l’ambiguïté : l’existentialisme de Merleau-Ponty, 4e édition, Louvain, Nauwelaerts, 1970.
- Pascal Dupond
  - La Réflexion charnelle. La question de la subjectivité chez Merleau-Ponty, Bruxelles, Ousia, 2004.
  - Le Vocabulaire de Merleau-Ponty, Paris, Ellipses, 2001
  - Dictionnaire Merleau-Ponty, Paris, Ellipses, 2007.
- Raphaël Gély
  - La genèse du sentir. Essai sur Merleau-Ponty, Bruxelles, Ousia, 2001.
  - Les usages de la perception. Réflexions merleau-pontiennes, Paris-Leuven, Vrin-Peeters, 2005.
  - Imaginaire, perception, incarnation. Exercice phénoménologique à partir de Merleau-Ponty, Henry et Sartre, Bruxelles, PIE Peter Lang, 2012.
- Théodore Geraets, Vers une nouvelle philosophie transcendantale : la genèse de la philosophie de Merleau-Ponty jusqu’à la « Phénoménologie de la perception ». Préface par Emmanuel Levinas. La Haye, M. Nijhoff, 1971. (Phaenomenologica).
- Jean-Luc Gouin, Hegel. De la Logophonie comme chant du signe, Québec et Paris, PUL et/ou Hermann, 2018. Un chapitre (p. 273-300) analyse le rapport de Maurice Merleau-Ponty à Marx (et au marxisme)
- François Heidsieck, L’ontologie de Merleau-Ponty, Paris, Presses universitaires de France, 1971.
- Stefan Kristensen, Parole et subjectivité. Merleau-Ponty et la phénoménologie de l'expression, G. Olms, 2010.
- Jean-Luc Lannoy, Langage, perception, mouvement. Blanchot et Merleau-Ponty, Grenoble, J. Millon, 2008.
- Michel Lefeuvre, Merleau-Ponty au-delà de la phénoménologie : du corps, de l’être et du langage. Paris, Klincksieck, 1976. (Philosophia, 1).
- Claude Lefort, « Sur une colonne absente » : écrits autour de Merleau-Ponty. Paris, Gallimard, 1978. (Les essais, 204).
- Isabel Matos Dias, Merleau-Ponty, une poétique du sensible, Toulouse, Presses Universitaires du Mirail, 2001 (Traduction Renaud Barbaras).
- Jérôme Melançon, La politique dans l'adversité. Merleau-Ponty aux marges de la philosophie, Genève, Metispresses, 2018.
- Stéphanie Ménasé, Passivité et création. Merleau-Ponty et l’art moderne. Paris, Presses universitaires de France, 2003.
- John O'Neill, Le corps communicatif, Paris, Méridiens Klincksieck, 1995.
- Vincent Peillon
  - La tradition de l’esprit : itinéraire de Maurice Merleau-Ponty. Paris, Grasset, 1994. (Le Collège de philosophie).
  - Merleau-Ponty, l’épaisseur du cogito : trois études sur la philosophie de Maurice Merleau-Ponty. Latresne, le Bord de l’eau, 2004.
- Maurice Rainville, L’expérience et l’expression, Montréal, Les Éditions Bellarmin, 1988.
- Myriam Revault d'Allonnes, La chair du politique. Paris, Michalon, 2001. (Le bien commun).
- Franck Robert, Phénoménologie et ontologie. Merleau-Ponty lecteur de Husserl et Heidegger, Paris, L’Harmattan, 2005.
- Emmanuel de Saint-Aubert
  - Du lien des êtres aux éléments de l’être : Merleau-Ponty au tournant des années 1945-1951. Paris, J. Vrin, 2004. (Bibliothèque d’histoire de la philosophie).
  - Le scénario cartésien : recherches sur la formation et la cohérence de l’intention philosophique de Merleau-Ponty. Paris, J. Vrin, 2005. (Bibliothèque d’histoire de la philosophie).
  - Vers une ontologie indirecte : sources et enjeux critiques de l’appel à l’ontologie chez Merleau-Ponty. Paris, J. Vrin, 2006. (Bibliothèque d’histoire de la philosophie).
- Jean-Paul Sartre, Situations philosophiques, Paris, Gallimard (coll. Tel), 1990.
- Bernard Sichère, Merleau-Ponty ou le corps de la philosophie. Paris, B. Grasset, 1982. (Figures).
- Jenny Slatman, L’expression au-delà de la représentation, Paris, J. Vrin, (diffuseur), 2003.
- Yves Thierry, Du corps parlant : le langage chez Merleau-Ponty. Bruxelles, Ousia, 1987.
- Jean-Marie Tréguier, Le corps selon la chair : phénoménologie et ontologie chez Merleau-Ponty. Paris, Ed. Kimé, 1996. (Philosophie, épistémologie).
- Agata Zielinski, Lecture de Merleau-Ponty et Levinas, Paris, Presses universitaires de France, 2002.

## En anglais
- Laurie Spurling, Phenomenology and the Social World. The Philosophy of Merleau-Ponty and its Relation to the Social Sciences, Routledge, 2013 (first edition 1977), 224 p.
- Don Beith, The Birth Of Sense. Generative Passivity In Merleau-Ponty’s Philosophy, Ohio University Press, 2018, 217 p.

## Recueils d’articles, actes de colloques
- Emmanuel Alloa, Adnen Jdey, Du sensible à l'œuvre. Esthétiques de Merleau-Ponty, Bruxelles, La Lettre volée , 2012.
- Ronald Bonan, Merleau-Ponty, de la perception à l’action, Aix-en-Provence, PUP/Epistémè, 2005.
- Marie Cariou, Renaud Barbaras, Étienne Bimbenet, Merleau-Ponty, aux frontières de l’invisible, Paris, J. Vrin (Les cahiers de Chiasmi International), 2003.
- François Heidsieck, Le philosophe et son langage, Recherches sur la philosophie du langage no 15, Paris, J. Vrin, 1993.
- Jérôme Melançon, Maurice Merleau-Ponty. La politique au cœur de l’œuvre et des mondes, Tumultes, no. 56, 2021.
- Jérôme Melançon, L'intervalle du pouvoir. Postérité politique de Maurice Merleau-Ponty, Paris, Kimé, 2022.
- Marc Richir, Étienne Tassin, Merleau-Ponty, Phénoménologie et expériences, Grenoble, Million, 1992.
- Emmanuel de Saint-Aubert, Merleau-Ponty avec un texte inédit de Maurice Merleau-Ponty : La nature ou le monde du silence, Paris, Hermann, 2008.
- Anne Simon, Nicolas Castin, Merleau-Ponty et le littéraire, Paris, Presses de l’École Normale Supérieure, 1998.
- Anna-Teresa Tymieniecka, Merleau-Ponty, Le psychique et le corporel, Paris, Aubier, 1988.

## Crédit auteurs
- Cet article est partiellement ou en totalité issu de l'article intitulé « Maurice Merleau-Ponty » (voir la liste des auteurs).